# Nazario (retórico)
Nazario (en latín Nazarius, activo en el siglo IV) fue un retórico y panegirista latino y, de acuerdo con su coetáneo Ausonio, un profesor de Retórica en Burdigala (actual Burdeos). Entre 315 y 337 aparece también mencionado en la obra Chronica Eusebii de San Jerónimo (Nazarius insignis rhetor habetur y Nazarii rhetoris filia in eloquentia patri coaequatur).

## Obra
Fue el autor del cuarto panegírico (Panegyricus Nazarii dictus Constantino imperatori) de la colección Panegyrici Latini, que fue leído en Roma en 321 ante el Senado, con ocasión de las Quinquennalia, las festividades celebradas por el décimo quinto aniversario de la ascensión de Constantino I el Grande y el quinto aniversario del acceso de sus hijos Crispo y Constantino II al cargo de césar. 
Este cuarto discurso es peculiar porque ninguno de los emperadores honrados estaban presentes en su entrega, y porque celebra la victoria de Constantino sobre Majencio en la batalla del Puente Milvio, en 312, evitando casi cualquier referencia a acontecimientos contemporáneos. 
El anterior discurso, cronológicamente hablando (el duodécimo en el orden interno de la colección), y que también celebra la victoria de Constantino sobre Majencio, fue entregado en 313 en Augusta Trevirorum (Tréveris) y ha sido algunas veces atribuido a Nazario, pero las diferencias en estilo y vocabulario, junto con el distinguible colorido cristiano del discurso de Nazario, están en contra de tal atribución.